# Stacy Edwards
Stacy Edwards (*4. březen 1965, Glasgow, USA) je americká herečka.

## Počátky
Narodila se v americkém Glasgow. Jejími rodiči jsou Patty a Preston Edwardsovi. Díky otcově zaměstnání v aerolinkách se často v mládí stěhovala. Školu dokončila v Chicagu a začala se věnovat herectví a tanci.

## Kariéra
Její kariéra začala v roce 1982 v televizním filmu Born Beautiful. Proslavilo jí ale především účinkování v seriálech Santa Barbara a Nemocnice Chicago Hope.
Hrála také v několika Hollywoodských filmech, ke kterým patří Barvy moci s Johnem Travoltou a Emmou Thompson, Černá a bílá se Scottem Caanem a Robertem Downeym mladším, Formule! se Sylvesterem Stallonem a Burtem Reynoldsem nebo Mezi námi muži s Aaronem Eckhartem.
Objevila se také v menší roli v seriálu Dr. House.

## Osobní život
Od roku 1996 je provdána za herce Eddieho Bowzeho, se kterým se poznala na natáčení filmu Strach.

## Ocenění

### Nominace
- 1988, Soap Opera Digest Award – kategorie nejlepší objev, za seriál Santa Barbara
- 1998, SAG Award (spolunominace) – kategorie nejlepší skupinový herecký výkon, za seriál Nemocnice Chicago Hope
- 1998, Independent Spirit Award – kategorie nejlepší herečka, za film Mezi námi muži
- 2001, DVD Exclusive Award – kategorie nejlepší herečka, za film Santův zatoulaný sob

## Filmografie
- 1982 – Born Beautiful (TV film)
- 1986 – Santa Barbara (TV seriál)
- 1988 – Jake a tlusťoch (TV seriál), TV 101 (TV seriál), Jump Street 21 (TV seriál), Glory Days (TV film)
- 1989 – Valerie's Family (TV seriál), Večeře o osmé (TV film), Právo v Los Angeles (TV seriál)
- 1990 – Živá pochodeň, Quantum Leap (TV seriál), Případy otce Dowlinga (TV seriál), To je vražda, napsala (TV seriál)
- 1991 – Synové a dcery (TV seriál)
- 1992 – Muži v klobouku (TV seriál)
- 1993 – Private Lessons, Relentless 3, Moskyti
- 1994 – Robin's Hoods (TV seriál)
- 1995 – Strach, Matlock (TV seriál)
- 1996 – The Cottonwood, Nevinné oběti (TV film), Pacific Blue (TV seriál)
- 1997 – Tumbling After, Mezi námi muži, Still Talkings (TV seriál), Men Seeking Women, Nemocnice Chicago Hope (TV seriál)
- 1998 – Barvy moci, Mág Houdini (TV film)
- 1999 – Černá a bílá, Ženich na útěku
- 2000 – Příští správná věc, Zabijácká partie, Mexico City
- 2001 – Vlčí jezero (TV film), Uprchlík (TV seriál), Formule!, Santův zatoulaný sob (TV film)
- 2002 – Speakeasy, Válka surfařů, Joshua, Beze stopy (TV seriál), Dotek anděla (TV seriál)
- 2003 – Kriminálka Las Vegas (TV seriál)
- 2004 – Odložené případy (TV seriál), Zákon a pořádek (TV seriál), Jak jsme vyrůstali (TV film), Námořní vyšetřovací služba (TV seriál), Dr. House (TV seriál)
- 2005 – Kriminálka New York (TV seriál), Vražedná čísla (TV seriál), Kauzy z Bostonu (TV seriál)
- 2006 – Noční stopař (TV seriál), Veronica Mars (TV seriál), Policejní vyjednavači (TV seriál)
- 2007 – Myšlenky zločince (TV seriál), Žralok (TV seriál), Murder 101: If Wishes Were Horses (TV film), Superbad, Private Practice (TV seriál), Posel ztracených duší (TV seriál)
- 2008 – Chronické Město, Jedenáctá Hodina (TV seriál), Jednotka zvláštního určení (TV seriál)
- 2009 – Anatomie lži (TV seriál)
- 2010 – Hawthorne (TV seriál)